# Pfarrhaus (Feuchtwangen)

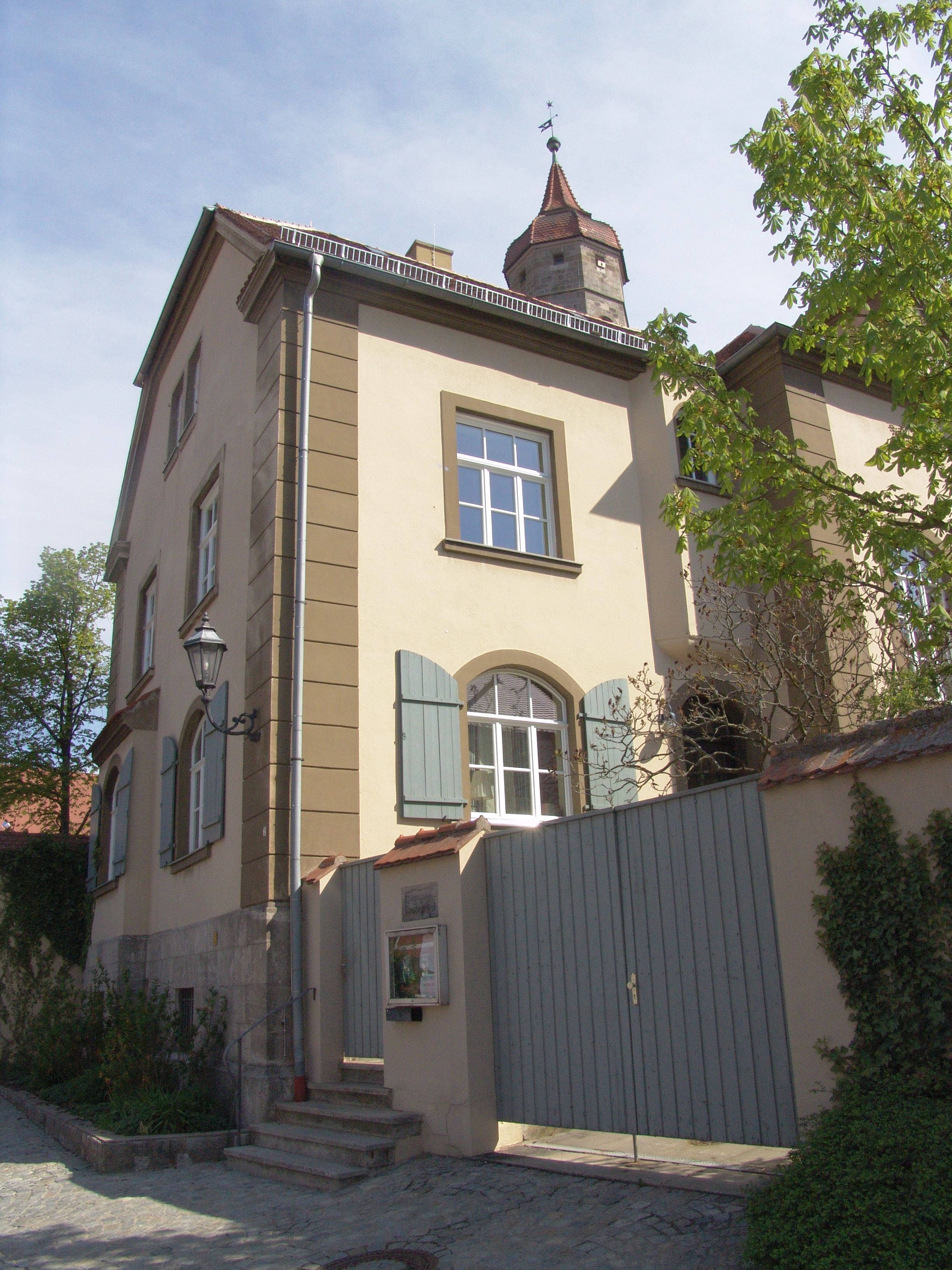
Pfarrhaus in Feuchtwangen

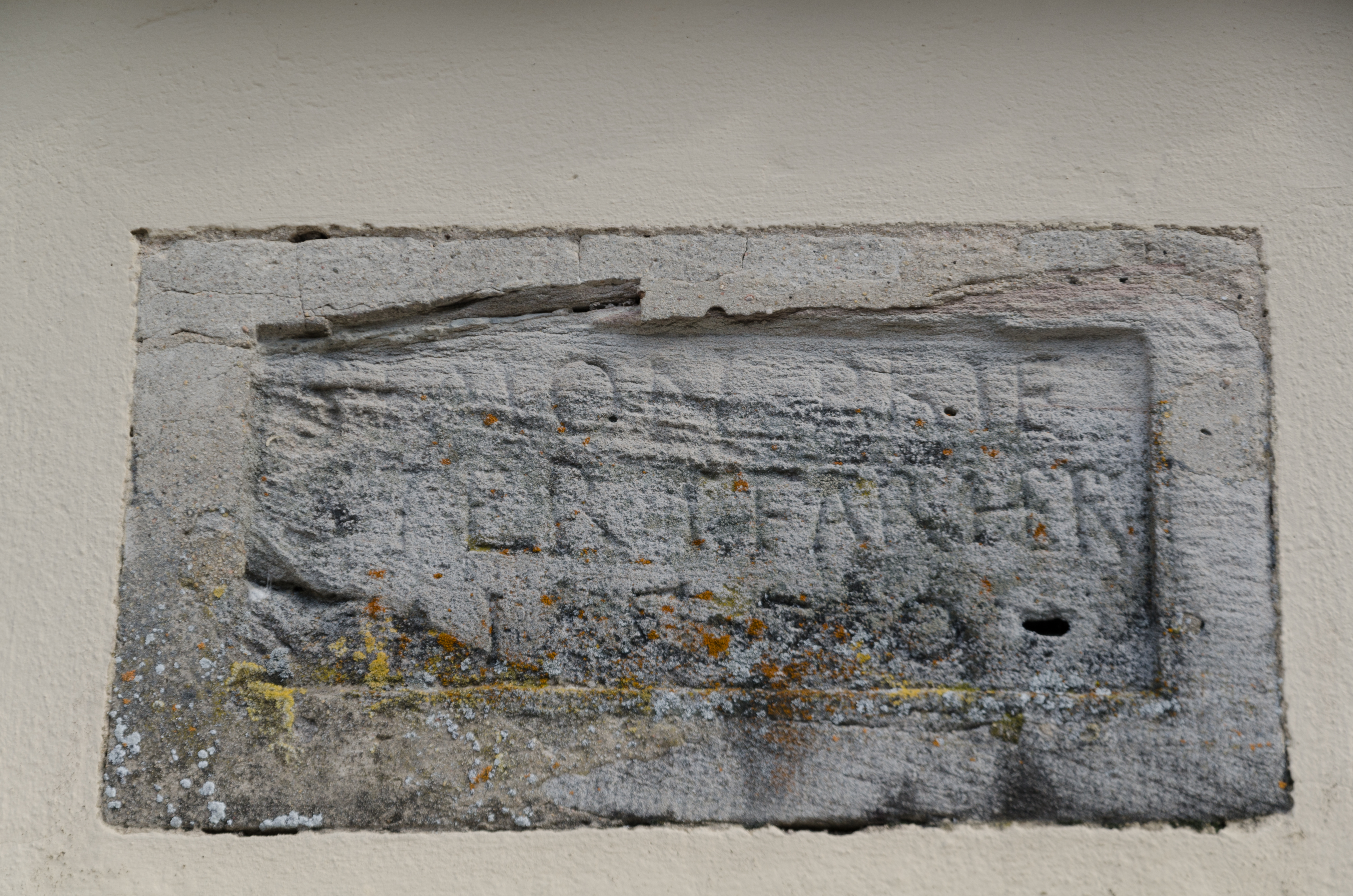
Inschriftstein

Das Pfarrhaus (der sogenannten II. Pfarrstelle – als Leutpriesterstelle dem ehemaligen Chorherrnstift inkorporiert) ist Wohn- und Amtshaus des eigentlichen Gemeindepfarrers, zugehörig zur Pfarrkirche St. Johannis in Feuchtwangen, einer Stadt im mittelfränkischen Landkreis Ansbach in Bayern, wurde 1899 errichtet. Das Pfarrhaus mit der Adresse Zum Taubenbrünnlein 2 ist ein geschütztes Baudenkmal.
Das zweigeschossige Gebäude mit Halbwalm und Ecklisenen besitzt eine Putzgliederung. Am Torpfosten befindet sich ein Stein mit der Inschrift „Simon Priester Pfarrer 1570“, der vom Vorgängerbau stammt. Schon von seinem Vorgänger war Simon Priester 1569 als Pfarrer ins Amt eingeführt worden, er ließ 1570 an Stelle des bereits im Jahr 1529 von Pfarrer Hans Gayling als höchst baufällig bezeichneten ehemaligen Kanonikerhauses ein teilweise neues Pfarrhaus erbauen. Simon Priester starb am 1. Juni 1624 im 90. Lebensjahr.